# Five Nations 1984
Die Ausgabe 1984 des jährlich ausgetragenen Rugby-Union-Turniers Five Nations (seit 2000 Six Nations) fand an fünf Spieltagen zwischen dem 21. Januar und dem 17. März statt. Turniersieger wurde Schottland, das mit Siegen gegen alle anderen Teilnehmer zum zweiten Mal den Grand Slam schaffte, mit Siegen gegen alle britischen Mannschaften auch die Triple Crown.

## Teilnehmer
| Land       | Stadion             | Stadt     | Trainer             | Kapitän                           |
| ---------- | ------------------- | --------- | ------------------- | --------------------------------- |
| England    | Twickenham Stadium  | London    | Dick Greenwood      | Peter Wheeler                     |
| Frankreich | Parc des Princes    | Paris     | Jacques Fouroux     | Jean-Pierre Rives                 |
| Irland     | Lansdowne Road      | Dublin    | Willie John McBride | Willie Duggan / Ciaran Fitzgerald |
| Schottland | Murrayfield Stadium | Edinburgh | Jim Telfer          | Jim Aitken                        |
| Wales      | Cardiff Arms Park   | Cardiff   | John Bevan          | Eddie Buttler / Mike Watkins      |

## Tabelle
|    | Land       | Spiele | Siege | Unent. | Ndlg. | Spiel- punkte | Diff. | Tabellen- punkte |
| -- | ---------- | ------ | ----- | ------ | ----- | ------------- | ----- | ---------------- |
| 1. | Schottland | 4      | 4     | 0      | 0     | 86:36         | + 50  | 8                |
| 2. | Frankreich | 4      | 3     | 0      | 1     | 90:67         | + 23  | 6                |
| 3. | Wales      | 4      | 2     | 0      | 2     | 67:60         | + 7   | 4                |
| 4. | England    | 4      | 1     | 0      | 3     | 51:83         | − 32  | 2                |
| 5. | Irland     | 4      | 0     | 0      | 4     | 39:87         | − 48  | 0                |

## Ergebnisse

### Erste Runde
| 21. Januar 1984 | Frankreich                                                                                          | 25 : 12        | Wales                 | Parc des Princes, Paris Zuschauer: 45.023 Schiedsrichter: Clive Norling (Wales) |
| 21. Januar 1984 | Versuche: Gallion Sella Erhöhungen: Lescarboura Straftritte: Lescarboura (4) Dropgoals: Lescarboura | (16:9) Bericht | Straftritte: Campbell | Parc des Princes, Paris Zuschauer: 45.023 Schiedsrichter: Clive Norling (Wales) |

| 21. Januar 1984 | Wales                                                   | 9 : 15        | Schottland                                                    | Cardiff Arms Park, Cardiff Schiedsrichter: Owen Doyle (Irland) |
| 21. Januar 1984 | Versuche: Titley Erhöhungen: Davies Straftritte: Davies | (3:6) Bericht | Versuche: Paxton Aitken Straftritte: Dods (2) Dropgoals: Dods | Cardiff Arms Park, Cardiff Schiedsrichter: Owen Doyle (Irland) |

### Zweite Runde
| 4. Februar 1984 | Schottland                                                            | 18 : 6        | England              | Murrayfield Stadium, Edinburgh Schiedsrichter: David Burnett (Irland) |
| 4. Februar 1984 | Versuche: Johnston Kennedy Erhöhungen: Dods (2) Straftritte: Dods (2) | (6:3) Bericht | Erhöhungen: Hare (2) | Murrayfield Stadium, Edinburgh Schiedsrichter: David Burnett (Irland) |

| 4. Februar 1984 | Irland                | 9 : 18        | Wales                                                                   | Lansdowne Road, Dublin Schiedsrichter: Richard Byres (Australien) |
| 4. Februar 1984 | Straftritte: Campbell | (3:9) Bericht | Versuche: Ackerman Erhöhungen: Davies Straftritte: Davies (2) Bowen (2) | Lansdowne Road, Dublin Schiedsrichter: Richard Byres (Australien) |

### Dritte Runde
| 18. Februar 1984 | England                                   | 12 : 9        | Irland                | Twickenham Stadium, London Schiedsrichter: René Hourquet (Frankreich) |
| 18. Februar 1984 | Straftritte: Hare (3) Dropgoals: Cowsorth | (9:6) Bericht | Straftritte: Ward (3) | Twickenham Stadium, London Schiedsrichter: René Hourquet (Frankreich) |

| 18. Februar 1984 | Wales                                                              | 16 : 21        | Frankreich                                                                                  | Cardiff Arms Park, Cardiff Zuschauer: 62.000 Schiedsrichter: Richard Byres (Australien) |
| 18. Februar 1984 | Versuche: Davies Butler Erhöhungen: Davies Straftritte: Davies (2) | (3:12) Bericht | Versuche: Sella Erhöhungen: Lescarboura Straftritte: Lescarboura (4) Dropgoals: Lescarboura | Cardiff Arms Park, Cardiff Zuschauer: 62.000 Schiedsrichter: Richard Byres (Australien) |

### Vierte Runde
| 3. März 1984 | Frankreich | 32 : 18       | England                                                             | Parc des Princes, Paris Zuschauer: 45.240 Schiedsrichter: Alan Hosie (Schottland) |
| 3. März 1984 | Versuche: Codorniou Sella Estève Bégu Gallion Erhöhungen: Lescarboura (3) Straftritte: Lescarboura Dropgoals: Lescarboura | (9:6) Bericht | Versuche: Hare Underwood Erhöhungen: Hare (2) Straftritte: Hare (2) | Parc des Princes, Paris Zuschauer: 45.240 Schiedsrichter: Alan Hosie (Schottland) |

| 3. März 1984 | Irland                                                       | 9 : 32         | Schottland                                        | Lansdowne Road, Dublin Schiedsrichter: Fred Howard (England) |
| 3. März 1984 | Versuche: Kiernan (3) Erhöhungen: Murphy Straftritte: Murphy | (0:22) Bericht | Versuche: Laidlaw (2) Strafversuch Robertson Dods | Lansdowne Road, Dublin Schiedsrichter: Fred Howard (England) |

### Fünfte Runde
| 17. März 1984 | England               | 15 : 24       | Wales                                                                            | Twickenham Stadium, London Schiedsrichter: Brian Anderson (Schottland) |
| 17. März 1984 | Straftritte: Hare (5) | (9:6) Bericht | Versuche: Hadley Erhöhungen: Davies Straftritte: Davies (4) Dropgoals: Dacey (2) | Twickenham Stadium, London Schiedsrichter: Brian Anderson (Schottland) |

| 17. März 1984 | Schottland                                              | 21 : 12       | Frankreich                                                                                | Murrayfield Stadium, Edinburgh Zuschauer: 62.000 Schiedsrichter: Winston Jones (Wales) |
| 17. März 1984 | Versuche: Calder Erhöhungen: Dods Straftritte: Dods (5) | (3:6) Bericht | Versuche: Gallion Erhöhungen: Lescarboura Straftritte: Lescarboura Dropgoals: Lescarboura | Murrayfield Stadium, Edinburgh Zuschauer: 62.000 Schiedsrichter: Winston Jones (Wales) |